# Oncomelania
Oncomelania is een geslacht van weekdieren uit de klasse van de Gastropoda (slakken).

## Soort
- Oncomelania hupensis Gredler, 1881